# Кильчевский, Владимир Агафоникович
Владимир Агафоникович Кильчевский, вариант отчества Агафонович, псевдонимы в публикациях В. К., В. Владин (17 декабря 1873  — конец 1941) — эсер, член Всероссийского учредительного собрания, практик и теоретик кооперации. 

## Биография
Родился в Воронеже, по другим данным в селе Марьевка Бирюченского уезда Воронежской губернии, в дворянской семье. Отец, Агафоник Иванович Кильчевский (?—1899), окончил Киевскую Духовную академию, преподавал сначала русский язык и словесность в Воронежской Духовной семинарии (1858−1870), затем Воронежском Михайловском кадетском корпусе (1865—1879) и позднее в Нижегородском кадетском корпусе  (1879—1899), статский советник.
Владимир — выпускник Нижегородской гимназии 1893 года, окончил её с серебряной медалью. Поступил на историко-филологический факультет Московского университета, который окончил экстерном в 1899. С 1896 года находился под надзором полиции. После окончания университета по политическим причина не получил допуск к преподаванию. По другим сведениям  преподавал в Воронежской мужской прогимназии и Воронежском Михайловском кадетском корпусе (1902—1905). Был членом губернской земской управы (1902—1905), председателем статистического отдела.  С 1904 года член партии эсеров. С 1898  в ссылке в Нижним Новгороде, в 1905 году был снова арестован. Служил земским статистиком. В 1902-1906 годах работал в системе кооперации, проживая в Воронеже. С 1913 года преподаватель Коммерческого института в Москве. В Москве на учредительном съезде Центрального Товарищества Льноводов (ЦТЛ) 12—13 сентября 1915 года В. А. Кильчевский избран председателем совета, товарищами председателя — С. Л. Маслов и Н. Н. Розов, председателем правления А. В. Чаянов, членами правления — А. Н. Тапильский (он же был назначен директором-распорядителем), К. К. Дысский, Г. А. Мартюшин (он же заместителем директора-распорядителя),  К. П. Панков и кандидатом Н. А. Меньшиков. В 1914-1915 академическом году читал лекции на темы "История мелкого кредита в России" и "Инструктирование и ревизия кооперативов (главным образом кредитных)" в Московском Городском Народном Университете А. Л. Шанявского
25—28 марта 1917 года на Всероссийском кооперативном съезде создан Совет всероссийских кооперативных съездов (СВКС). В него вошли крупнейшие деятели отечественной кооперации: В. И. Анисимов, В. Н. Зельгейм, В. А. Кильчевский, С. Л. Маслов, А. В. Меркулов, В. В. Хижняков, Н. В. Чайковский и А. В. Чаянов (председателем Совета избран С. Н. Прокопович).
12—17 апреля 1917 года в Таврическом дворце состоялось совещание представителей крестьянских советов из 27 губерний. В основу работы легли решения кооперативного съезда. Совещание избрало оргбюро по созыву Всероссийского Совета Крестьянских Депутатов (ВСКД) во главе с С. С. Масловым. В Бюро вошли двадцать делегатов совещания, в этом числе В. А. Кильчевский, Г. А. Мартюшин, Н. В. Чайковский, и десять членов Крестьянского Союза и представителей армейского крестьянства.
С 4 по 28 мая 1917 года в Петрограде  в Народном доме рядом с Петропавловской крепостью прошёл I Всероссийский съезд Советов крестьянских депутатов. На нём Кильчевский сделал доклад "О крестьянских Советах". 18 мая 1917 года на выборах Исполкома Всероссийского Совета крестьянских депутатов (Исполком ВСКД) его членом был избран в том числе В. А. Кильчевский (729 голосами "за"), вместе с еще 24 эсерами и 5 трудовиками-энесами (больше  голосов, чем Кильчевский, набрали 14 членов Исполкома: В. М. Чернов (810), Е. К. Брешко-Брешковская (809), А. Ф. Керенский (804), Н. Д. Авксентьев (799), И. И. Бунаков (790), И. А. Рубанович (778), В. Н. Фигнер (776), П. А. Вихляев (770), Н. Н. Соколов (769), Н. Я. Быховский (759), Н. Д. Кондратьев (758), С. С. Маслов (745), М. В. Вишняк (736), С. Л. Маслов (730)). Заведующим литературно-издательским отделом избрали Н. Я. Быховского, организационно-пропагандистским – Г. А. Мартюшина, народного образования – В. А. Кильчевского. 1 июня Исполком переехал в бывшее училище правоведения на Фонтанке.
4—6 октября 1917 году на Втором чрезвычайном Всероссийском кооперативном съезде вместе с  В. Н. Зельгеймом и Г. А. Мартюшиным, выступал против самостоятельных кооперативных списков на выборах в Учредительное собрания.
В конце 1917 года избран во Всероссийское учредительное собрание в  Ярославском избирательном округе по списку № 3 (эсеры и Совет Крестьянских Депутатов). В Учредительном Собрании член  бюро эсеровской фракции. Участвовал в его единственном заседании 5 января 1918 года в Петрограде.

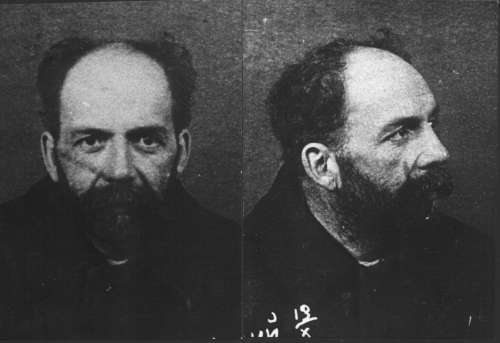
Тюремная фотография, 1922? г.

В советское время всего был арестован не менее семи раз:449. Первый раз арестован 9 октября 1919, но вскоре освобождён. В 1920 году арестован ЧК, находился в Бутырской тюрьме. После освобождения работал в Помголе. Снова арестован 9 марта 1921 года (по другим сведениям приведённым в том же источнике арестован 28 февраля 1921 во Владимире, содержался во Владимирской тюрьме). Летом 1922 года жил в Москве работал профессором Института сельского хозяйства и промышленной кооперации и одновременно Института народного хозяйства имени К. Маркса:449. В ночь на 17 августа 1922 года арестован после проведённого у него обыска, помещён во внутреннюю тюрьму:104, 106. Рассматривался как немедленно подлежащий высылке за границу, в отличие от других, которым был разрешён выезд за свой счёт:108. 22 июня всё ещё находился во внутренней тюрьме, как не сделавший заявления о желании выехать за границу, в итоге так выслан и не был:113, но вместо этого сослан на 3 года в Туркестан. 14 июня 1923 вновь арестован по обвинению «в антисоветской агитации и пропаганде и в содействии подпольной студенческой группировке», 13 июля 1923 года приговорён к 3 годам заключения, этапирован в Верхнеуральский политизолятор.  В 1927-1929 годах служил экономистом, работал преподавателем в высших учебных заведениях. В 1925 году сослан на 3 года в Краснококшайск, в 1927 году  переведён в Ташкент. В 1928-1931 годах заведовал кафедрой теории и истории кооперации Среднеазиатского государственного университета.  Одновременно в 1930-1931  был профессором кафедры методик преподавания экономических дисциплин Высшего педагогического института экономики и товароведения в Москве. Печатался в изданиях «Мирское дело» (1918), «Кооперативная жизнь», «Журнал счетоводов». В 1931 году арестован и сослан в Новосибирск, в 1934 году вернулся в Москву.
В 1960-е годы личный архив Кильчевского передан в музей кооператорского техникума (поселок Перловка Мытищинского района Московской области).

## Отзывы современников
Из воспоминаний В. Ф. Саводника:

У меня во времена студенчества собирался небольшой кружок товарищей, к которым примкнул и Брюсов. Среди этих лиц, собиравшихся у меня в неопределённые сроки, наиболее частыми посетителями были Давид Викторович Викторов, Владимир Агафонович Кильчевский. <...> Владимир Агафонович Кильчевский был человеком совсем другого склада. Он уже в годы студенчества проявлял ярко выраженные общественные интересы. Имел, по-видимому, связи с оппозиционными и революционными кружками, принимал деятельное участие в землячествах (нижегородских), подвергался за это преследованиям полиции и даже был выслан из Москвы перед самым государственным экзаменом. <...> В студенческих дебатах, вызванных спором между марксистами и народниками, Кильчевский принимал горячее участие. Он любил говорить, но говорил всегда как-то усыпительно медленно, точно вёз тяжёлый и скрипучий воз. Вначале он примыкал к марксистам, цитировал Бельтова и Струве, читал «Новую жизнь», но на Пасху 1896 г. он съездил к себе в Нижний Новгород и вернулся оттуда новообращённым народником. Что случилось с ним в Н. Новгороде, под какими влияниями произошёл столь резкий и крутой переворот, я не знаю, но помню, что меня тогда очень поразила эта внезапная перемена фронта. Как человек Кильчевский был гораздо мягче и добродушнее Викторова, совершенно лишён ядовитой иронии последнего; постоянно он о ком-нибудь хлопотал, кого-нибудь устраивал, собирал для кого-нибудь деньги или вещи – для бедной курсистки, для высылаемого из Москвы студента. При его вялом темпераменте и природной медлительности в нём было много энергии и упорства. При других обстоятельствах из него выработался бы незаурядный администратор и организатор.

### Кильчевский о себе
«При самодержавии арестовывался 7 раз и при советской власти 7 раз»

## Адреса
- 1917 — Долгий переулок, 10, кв. 1.[16]

## Труды

### Книги
- Кильчевский В. А. Богатства и доходы духовенства Архивная копия от 31 августа 2019 на Wayback Machine. - 2-е изд., знач. доп. - Москва : тип. "Работник", 1908. - 46 с.
- Кильчевский В. А. Необходимые сведения женщинам о них самих Архивная копия от 31 августа 2019 на Wayback Machine. Выпуск первый. Составил В. Кильчевский, типография "Работник", 1908.
- Указания правлениям кредитных кооперативов для самоповерки. Указания относительно внутренней саморевизии. М.: Комитет о сельских ссудосберегательных и промышленных товариществах при Московском обществе сельского хозяйства, тип. А.И. Мамонтова, 1915 (2-е изд. — М.: товарищество тип. А.И. Мамонтова, 1918).
- Как составить отчет сельскохозяйственного кредитного товарищества. М.: Книгосоюз, 8-я тип. Мосполиграфа, 1927.
- Программа ревизии Кредитного товарищества. (Принята по докладу В.А. Кильчевского Кредитной подкомиссии в заседаниях Инструкторской комиссии 16-19 декабря 1913 г.). М.: тип. Ф. Пригорина, 1914.
- Кильчевский В. А.  Роберт Оуэн и основы потребительской кооперации. - 3-е изд., просм. и доп. - Москва : Всерос. центр. союз потреб. о-в, 1917. 39 с.
- Кильчевский В. А. Советы крестьянских депутатов. М., 1917.
- Какая разница между частным банком и кредитным товариществом. — М., 1918. — 77 с.
- Кильчевский В. А. Права и обязанности члена кредитного кооператива: 3-е доп. изд. – М.: 1918.– 30 с.
- Кильчевский В. А.  Учитель и кооперация.  Две лекции. (Совет Всеросс. кооперативных съездов) М. 1919. Тип. Н. Желудковой. С. 30.
- Кильчевский В. А. Общественно-кооперативная школа. Ярославль: Ярослав. кредит союз кооперативов. 1919. 86 с.[17]
- Кильчевский В. А. Ревизия-инструктирование. Курс лекций в Институте сельскохозяйственной кооперации. Ярославль, 1923 (2-е изд. — Тифлис: «Заккнига», 1927, 387 с.).
- Кильчевский В. А. Кооперация и партия. Пг.: Мысль, 1919. 28 с.[18]
- Кильчевский В. А. Сельско-хозяйственное кредитное товарищество - организатор района. (Взаимоотношения со специальными типами кооперативов). [М.]: Книгосоюз, 5-я Транспечать, НКПС. Пролетарское слово, 1928. 87 с.[19]

### Статьи
- «История мелкого кредита»,
- «Частные банки и кредитные кооперативы».
- «Организация местных кооперативных курсов»,
- «Общественно-кооперативная школа».